# Vitanovac (Kraljevo)
Pour les articles homonymes, voir Vitanovac.
Vitanovac (en serbe cyrillique : Витановац) est une localité de Serbie située sur le territoire de la ville de Kraljevo, district de Raška. Au recensement de 2011, elle comptait 1 510 habitants.
Vitanovac est officiellement classé parmi les villages de Serbie.

## Démographie

### Évolution historique de la population
| 1948  | 1953  | 1961  | 1971  | 1981  | 1991  | 2002  | 2011  |
| ----- | ----- | ----- | ----- | ----- | ----- | ----- | ----- |
| 1 777 | 1 748 | 1 765 | 1 872 | 1 881 | 1 829 | 1 649 | 1 510 |

|  |